# Signé Furax (film)
Pour les articles homonymes, voir Signé Furax.
Pour plus de détails, voir Fiche technique et Distribution.
Signé Furax est un film français, réalisé par Marc Simenon, sorti sur les écrans en 1981.
Signé Furax est adapté de la seule 2e saison (1956-1957), titrée Le Boudin Sacré, du feuilleton radiophonique Signé Furax, écrit par Pierre Dac et Francis Blanche.
Le film est surtout connu pour le grand nombre de vedettes qui y participent, mais il sera un échec commercial à sa sortie[réf. souhaitée]. Cependant, il connut un grand succès à sa première parution à la  télévision et continue d'avoir beaucoup de téléspectateurs lors de rediffusions et de vues sur le Net. Il a fait 886 028 entrées en salles,.

## Synopsis
L'obélisque de la place de la Concorde à Paris et divers autres monuments français sont remplacés par des imitations. Ces odieux crimes contre le patrimoine national sont tous accompagnés de la mention « Signé Furax », criminel célèbre. L'enquête est confiée au commissaire Fouvreaux de la D.D.T. (Défense Divisionnaire du Territoire, parodie de la D.S.T.) mais avec comme rival pour la résolution de cette énigme, le commissaire Socrate de la Police Judiciaire.

## Fiche technique
- Titre original : Signé Furax
- Réalisation : Marc Simenon
- Scénario original : Pierre Dac et Francis Blanche, auteurs du scénario des 212 épisodes du feuilleton radiophonique Le Boudin Sacré (2e saison de Signé Furax, diffusés entre octobre 1956 et juin 1957 et du roman qui en découle Le Boudin Sacré aux éditions Jean-Claude Lattès)
- Scénario et adaptation : Xavier Gélin et Marc Simenon
- Continuité dialoguée : Henri Marc, Claude Angibaud
- Assistants réalisateur : Xavier de Cassan-Floyrac, Olivier Fabre, Jean-Marie Blanche, Claudia Gaubert
- Maisons de production : Madeleine-Films, Les Producteurs Artistes Associés, Antenne 2, Abra-Production, Les Artistes Français Associés
- Producteurs : Mylène Demongeot et Gilbert de Goldschmidt
- Producteur exécutif : Michel Zemer
- Distribution : Les Artistes Associés  -  Diffusion mondiale : Madeleine Films S.A
- Musique originale : Jean-Jacques Giraud et Gérard Loussine (éditions : Intersong)
- Directeur de la photographie : André Domage, assisté de Dominique Maestracci
- Opérateurs : Franck Séchan, René Chabal, Jean-Paul Jarry, Jean-Pierre Aliphat
- Montage : Peter Colin et Georges Klotz
- Son : Bernard Rochut, assisté de Denis Carquin
- Montage son : Peter Colin, Annie Charverin, Isabelle Dewinck
- Enregistrement : Nara Kollery, Guy Maillet
- Mixage : Jean-Paul Loublier
- Relation avec la presse : Françoise Beverini
- Décors : Jean-Luc Blanchet, Jean Vergne, Igor Aptekman
- Maquillage : Monique Archambault
- Régie et Administration : Nicole Carmet, Loïc Chalmain, Nathalie Paloudenko, Jacqueline Delhomme, Bruno Carmet
- Costumes : Jeannine Vergne
- Lumière : Roger Buchet, Roger Wingel, Jean-Pierre Bertelli
- Bruitage : Gilbert Nottin, Laurent Lévy
- Machinistes : René Vasseur, Alain et René Pequignot
- Doublage : Chrismax
- Auditorium : Paris-Studio-Cinéma (studios de Billancourt)
- Caméra et objectif : Panavision
- Pellicule 35mm, Kodak Eastmancolor
- Trucage et générique Michel Lefrançois
- Matériel électrique : Lumex
- Armes et véhicules de collection : Jean-Charles Maratier
- Fourrures de Henri Stern (art et création)
- Remerciements à : Ted Lapidus Diffusion, Csandra-Couture, Jean Barthet, Anna Lowe Couture, Boutique Fil à fil, La Belle Jardinière, Damart Thermolactyl, Casques Kiwi, Moto cuir, Tandy France, Les parachutistes de la Ferté Gaucher, Péniche des Arts
- Tournage dans Paris et au Château de Maisons-Laffitte (Yvelines)
- Origine :  France
- Durée : 90 minutes
- Genre : comédie
- Date de sortie : 1er avril 1981
- Affiche : Jouineau Bourduge (France)

## Distribution
Dans l'ordre d'apparition à l'écran :
- Maurice Risch : l'ivrogne de l'Obélisque
- Pierre Tchernia : un agent de police de l'Obélisque
- Pierre Tornade : un agent de police de l'Obélisque
- Maurice Chevit : Léon, le gardien de l'Obélisque
- Claude Villers : le planton qui demande le mot de passe
- Bernard Haller : le commissaire Edmond Fouvreaux de la D.D.T.
- Gérard Loussine : Jacques, un agent de la D.D.T.
- Christian Spillemaecker : Pierre, un agent de la D.D.T.
- Dany Saval : Mlle Fiotte (la secrétaire de Fouvreaux)
- Roger Carel : Igor Sokolodovenko, l'homme aux aguets
- Pierre Desproges : le présentateur de télévision
- Jean-Marc Thibault : le ministre
- Jean-Pierre Darras : le commissaire Socrate
- Jean-Roger Caussimon : le jardinier
- Michel Galabru : Black, le détective associé à White
- Paul Préboist : White, le détective associé à Black
- Jean Le Poulain : Klakmuf, le représentant du « Boudin sacré »
- Michel Constantin : Grougnache, l'homme de main de Klakmuf
- Jean-Claude Bouillon : le pilote de l'avion
- Jacques Fabbri : le garde champêtre
- Henri Virlojeux : le passant égaré
- Patrick Préjean : le plombier / le marchand de musique
- Mario David : un gendarme au barrage
- Coluche : l'agent double 098 / 099
- Philippe Nicaud : le chauffeur du bus détourné
- Olivier Lejeune : un usager du bus détourné
- Paul Rieger : un usager du bus détourné
- Jean Gaven : l'agent de police sans panier à salade
- Pierre Mondy : Amédée Gonflard, le chauffeur routier
- Daniel Gélin : Broutechoux, l'inventeur du légume miniature
- Fred Pasquali : le professeur Hardy Petit
- Fanny Cottençon : Carole Hardy Petit (la fille du professeur)
- Xavier Gélin : Théo Courant (le fiancé de Carole)
- Frédéric de Pasquale : le chef des CRS
- Mylène Demongeot : Malvina (la maîtresse de Furax)
- Gérard Hernandez : Asti Spumante, l'ancien tireur d'élite
- Jacques Rouland : le facteur
- Georges Geret : Fauderche, le capitaine de la péniche « L'ex-cargo de Bourgogne »
- Jean Richard : Maigret devant la péniche
- Philippe Castelli : un gendarme du barrage
- Patrice Melennec : la sentinelle
- Jacques Préboist
- Viviane Blassel
- Barbara Blanche
- Dominique Blanche
- Jean Coste
- Philippe Deplanche
- Jacques Pessis
- Claire Pinci
- Helena Ronee
- Frédéric Witta
- Nono Zammit

## Production

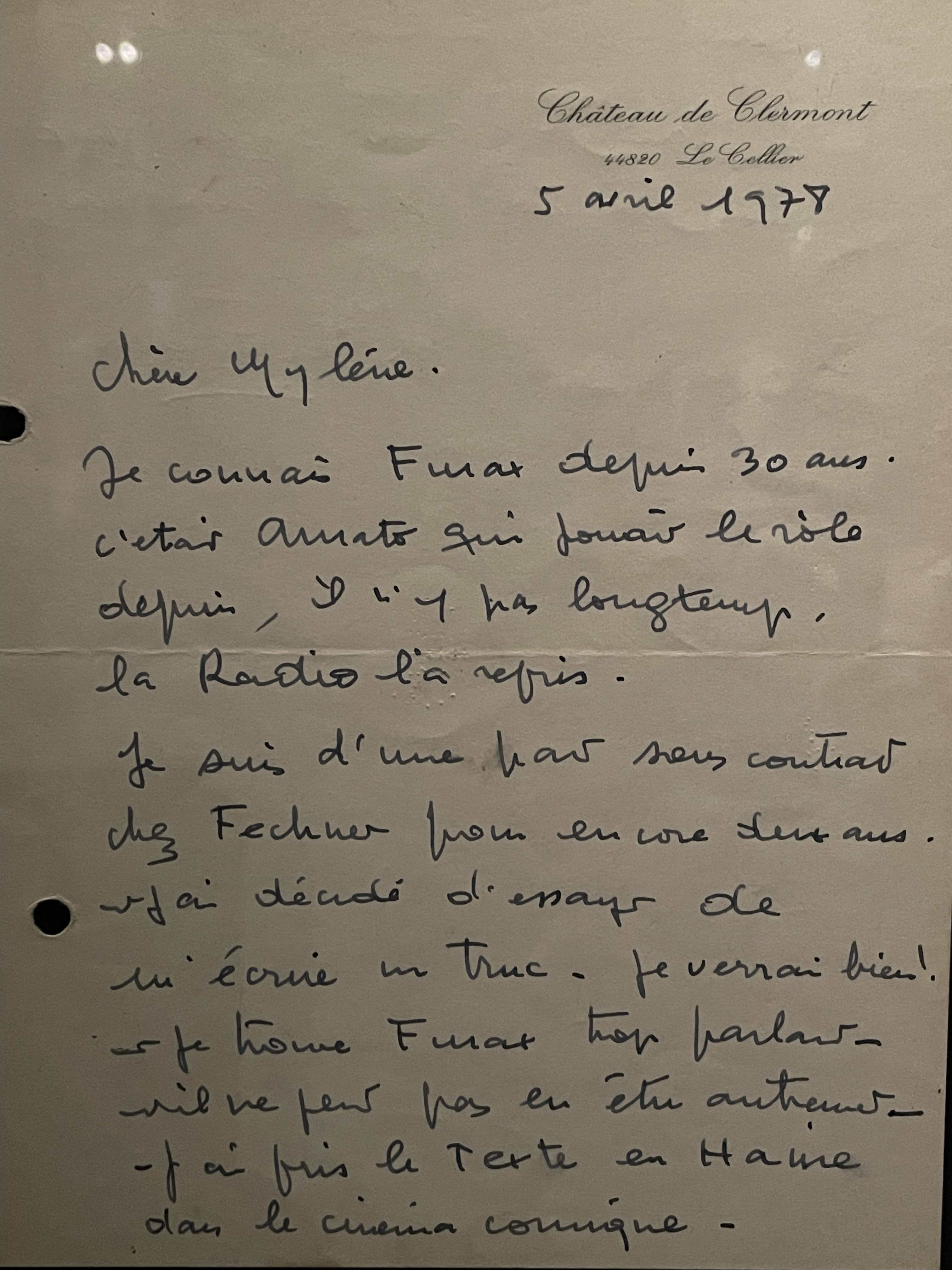
Lettre du 5 avril 1978 adressée par Louis de Funès à Mylène Demongeot.

### Casting
Pressenti pour un rôle, Louis de Funès a envoyé une lettre (voir extrait fac-similé) à Mylène Demongeot, co-productrice du film, lui expliquant pourquoi il refusait le rôle qu'elle lui proposait :
 « Chère Mylène,

Je connais Furax depuis 30 ans, c'était Amato qui jouait le rôle depuis, il n'y a pas longtemps, la Radio l'a repris.
Je suis d'une part sous contrat chez Fechner pour encore 2 ans. J'ai décidé de m'écrire un truc. Je verrai bien ! Je trouve Furax trop parlant — il ne peut pas en être autrement —. J'ai pris le texte en Haine dans le cinéma comique. »

### Tournage
Toutes ces informations proviennent des sites Ciné-Ressources et L2TC.
- Période de prises de vue : 4 novembre au 23 décembre 1980.
- Intérieurs : Studios de Billancourt, Boulogne-Billancourt (Hauts-de-Seine).
- Extérieurs : 
  - Paris,
  - Yvelines : Château de Maisons à Maisons-Laffitte (scène nocturne du camp gaulois devant le château) et place Maurice Hude à Poigny-la-Forêt (scène où le commissaire Socrate se retrouve au milieu d'une course cycliste).

Accessoires de tournage.
L'ordinateur utilisé par le service d'Edmond Fouvreaux est  un TRS-80 model 1 et présente, sous la forme du "Dancing Demon", une animation avec des caractères semi-graphiques, une IA.